# گاوماهی‌های اصلی
گاوماهی‌های اصلی (نام علمی: Gobiinae) نام یک زیرخانواده از تیره گاوماهیان است.